# Richard Grenell
Richard Allen Grenell (Míchigan, 18 de septiembre de 1966) es un diplomático y político estadounidense, que se desempeñó como embajador de los Estados Unidos en Alemania. Anteriormente se había desempeñado durante largo tiempo como vocero de los Estados Unidos ante las Naciones Unidas. Grenell también se desempeñó brevemente como vocero de seguridad nacional de Mitt Romney durante la campaña a presidente de 2012, convirtiéndose en el primer gay en ser vocero de un candidato republicano.
En septiembre de 2017, el presidente Donald Trump nombró a Grenell como embajador de los Estados Unidos en Alemania. Fue confirmado por el senado en una votación de 56–42 el 26 de abril de 2018. Presentó sus cartas credenciales el 8 de mayo de 2018 ante el Presidente de Alemania, renunciando en junio de 2020.
El 15 de diciembre de 2024 el presidente electo Donald Trump nombra a Richard Allen Grenell como enviado especial para Venezuela considerado como país conflictivo, quien pasó ocho años en el Consejo de Seguridad de Naciones Unidas (2012-2020). Anteriormente este cargo fue ocupado por Elliott Abrams hasta enero de 2021, cargo creado por Trump en 2019.